# Roland Dalhäuser
Roland Dalhäuser (Birsfelden, cantão de Basileia, 12 de junho de 1958) é um antigo atleta suíço, especialista no salto em altura. Ganhou três medalhas nos Campeonatos Europeus de Pista Coberta Coberta e foi nove vezes campeão suíço (1979-80 e 1982-88).
Esteve presente em duas edições olímpicas: nos Jogos de Moscovo 1980 foi quinto classificado na final, enquanto que nos Jogos de Los Angeles 1984 se quedou pela fase das qualificações.
A sua melhor marca ao ar livre é de 2.31 m e foi estabelecida em 1981. Em pista coberta, realizou 2.32 m no ano de 1982 e repetiu essa marca em 1987.